# Xanthorhoe feisthemalaria
Xanthorhoe feisthemalaria är en fjärilsart som beskrevs av Jean Baptiste Boisduval 1840. Xanthorhoe feisthemalaria ingår i släktet Xanthorhoe och familjen mätare. Inga underarter finns listade i Catalogue of Life.